# Campionati del mondo di ciclismo su strada 2011 - Cronometro femminile Junior
La cronometro femminile Junior dei Campionati del mondo di ciclismo su strada 2011 si svolse il 19 settembre 2011 a Copenaghen, in Danimarca, su un percorso totale di 13,9 km. La medaglia d'oro fu vinta dall'australiana Jessica Allen con il tempo di 19'18"63 alla media di 43,188 km/h, la argento dalla britannica Elinor Barker e la bronzo dalla tedesca Mieke Kröger.
Partenza ed arrivo per 39 cicliste.

## Classifica (Top 10)
| Pos. | Corridore           | Squadra       | Tempo    |
| ---- | ------------------- | ------------- | -------- |
| 1    | Jessica Allen       | Australia     | 19'18"63 |
| 2    | Elinor Barker       | Regno Unito   | a 1"84   |
| 3    | Mieke Kröger        | Germania      | a 2"80   |
| 4    | Thalita de Jong     | Paesi Bassi   | a 14"93  |
| 5    | Rossella Ratto      | Italia        | a 31"07  |
| 6    | Georgia Williams    | Nuova Zelanda | a 43"95  |
| 7    | Annie Ewart         | Canada        | a 45"87  |
| 8    | Kamilla Sofie Valin | Danimarca     | a 46"34  |
| 9    | Mathilde Favre      | Francia       | a 50"78  |
| 10   | Alexandra Chekina   | Russia        | a 52"30  |